# Deurne en Liessel

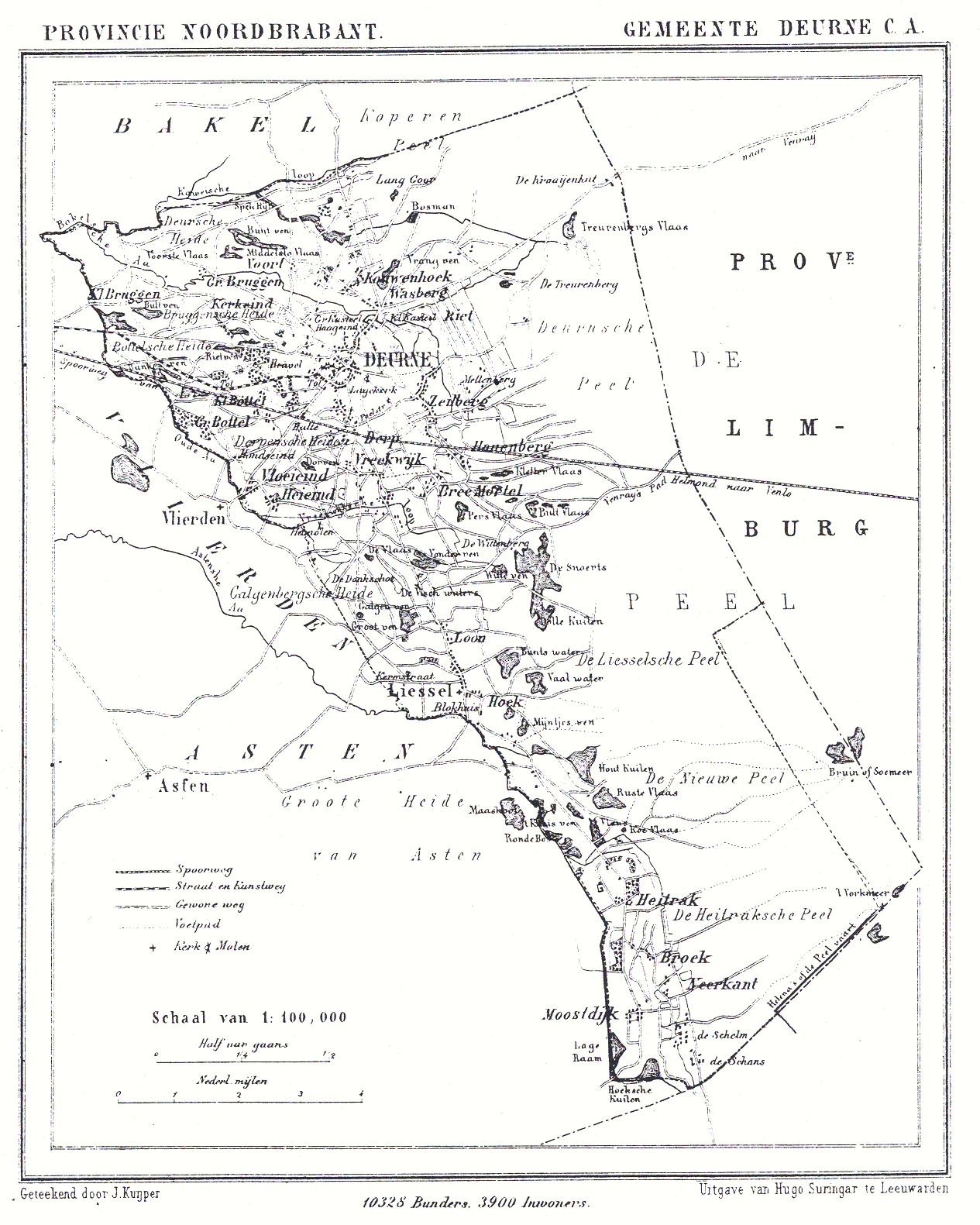
Kaart van Deurne en Liessel (1866)

Deurne en Liessel is een voormalige gemeente in de Nederlandse provincie Noord-Brabant. De gemeente werd opgericht bij de inlijving bij Frankrijk in 1810 en omvatte het grondgebied van de voormalige heerlijkheden Deurne en Liessel. In 1926 werden Deurne en Liessel en Vlierden samengevoegd tot de nieuwe gemeente Deurne.
De gemeente Deurne en Liessel telde in totaal 8 burgemeesters, van wie de laatste, Johannes Casper van Beek, de samenvoeging met Vlierden begeleidde en burgemeester van de fusiegemeente werd.

Het wapen van Deurne en Liessel